# Kurt Weichselberger
Kurt Franz Weichselberger (* 13. April 1929 in Wien; † 7. Februar 2016 in Grafing bei München) war ein österreichischer Statistiker.

## Leben
Kurt Weichselberger wurde 1945 zum Volkssturm eingezogen. Nach amerikanischer Kriegsgefangenschaft legte er 1947 die Matura ab. Er studierte im Anschluss Mathematik und Physik an der Technischen Hochschule Wien und der Universität Wien. Von 1951 bis 1953 arbeitete er bei Wilhelm Winkler am Institut für Statistik der Rechts- und Staatswissenschaftlichen Fakultät der Universität Wien. 1953 wurde er bei Johann Radon mit der Dissertation Die Bernsteinsche Polynomapproximation in höheren Räumen zum Dr. phil. promoviert.
Ein Auslandsaufenthalt zwecks sozialstatistischer Weiterbildung führte ins Vereinigte Königreich. Von 1953 bis 1960 wirkte er an der Sozialforschungsstelle an der Universität Münster in Dortmund. Außerdem vertrat er die Arbeitsgemeinschaft Sozialwissenschaftlicher Institute im Fachausschuss „Bevölkerungsstatistik“ beim Statistischen Bundesamt in Wiesbaden. 1960 wurde er Assistent von Johann Pfanzagl am Institut für Wirtschafts- und Sozialstatistik der Universität zu Köln. 1962 habilitierte er sich im Fach Statistik mit der Arbeit Kontrollen der Ergebnisse von Volkszählungen und wurde zum Privatdozenten ernannt.
1963 wurde er ordentlicher Professor an der Technischen Universität Berlin in West-Berlin und Direktor der dortigen Institute für Statistik und Wirtschaftsmathematik bzw. Wirtschaftswissenschaften. Von 1967 bis 1968 war er Rektor der TU Berlin. In dieser Zeit war er bei der Eröffnung des bedeutenden internationalen Architekturtheorie-Kongresses anwesend und hielt die Begrüßungsworte vor Ungers‘ Einführungsrede. Der Kongress erwies sich als sichtbarer Anfangspunkt für die Studentenunruhen dieser Zeit, weshalb Weichselberger zunächst zurücktrat, danach aber wiedergewählt wurde.
Seit 1968 war er Mitglied des International Statistical Institute. 1969 wechselte er an das Seminar für Spezialgebiete der Statistik der Ludwig-Maximilians-Universität München. Weichselberger war von 1980 bis 1981 Vorsitzender des Wirtschafts- und Sozialwissenschaftlichen Fakultätentages. 1997 wurde er emeritiert.
Er war verheiratet und wurde Vater von fünf Kindern.

## Schriften (Auswahl)
- mit Sigrid Pöhlmann: A methodology for uncertainty in knowledge based systems. Springer, Berlin u. a. 1990, ISBN 3-540-52336-7.
- Elementare Grundbegriffe einer allgemeineren Wahrscheinlichkeitsrechnung. Teil 1: Intervallwahrscheinlichkeit als umfassendes Konzept. Physica-Verlag, Heidelberg 2001, ISBN 3-7908-1411-3.